# Enrique Bolaños Geyer
Enrique José Bolaños Geyer (Nindirí, 13 de mayo de 1928-Nindirí, 14 de junio de 2021) fue un ingeniero, político y empresario nicaragüense. Fue presidente de la República de Nicaragua desde el 10 de enero de 2002 al 10 de enero de 2007.
Después de estar internado desde agosto de 2020 por razones desconocidas a petición familiar, Bolaños falleció a los 93 años de edad según un comunicado realizado por sus familiares en la cuenta de Facebook de la biblioteca virtual que lleva su nombre.

## Estudios y faceta como empresario
Fue el tercer hijo de cuatro hijos varones del matrimonio formado por Nicolás Bolaños Cortés y Amanda Geyer Abaunza. De ascendencia española por la familia de su padre, al ser oriundos de Cádiz, mientras que su familia materna era de ascendencia alemana. Recibió su formación escolar en varios colegios parroquiales. Recibió una formación empresarial en el ramo agroindustrial, completándola con un Bachellor in Arts en ingeniería en la Universidad de Saint Louis en Misuri (Estados Unidos), y posteriormente realizó un Programa de Alta Gerencia impartido por el Instituto Centroamericano de Administración de Empresas (INCAE) para la formación de futuros directivos y presidentes de corporación.
En 1949 se casó con su prima en segundo grado: Lila T. Abaunza, miembro de una de las familias más distinguidas del país. El matrimonio Bolaños-Abaunza procreó cinco hijos.
Los Bolaños han sido una de las familias influyentes en la nación centroamericana ligadas al histórico Partido Liberal, dividido entre los partidarios del somocismo. Tras la división del Partido Liberal Nacionalista (PLN), nació el Partido Liberal Constitucionalista (PLC) fundado en 1968 por el exministro Ramiro Sacasa Guerrero como una fuerza de oposición al dictador Anastasio Somoza Debayle, en el cual Bolaños desarrolló la mayoría de sus actividades políticas.

## Actividad política
La entrada de Bolaños en la política nicaragüense se produjo en 1979, año del triunfo de la revolución que lideró el Frente Sandinista de Liberación Nacional (FSLN). Entonces fue elegido presidente de la Asociación de Algodoneros de Oriente (ADADO), director de la Unión de Productores Agropecuarios de Nicaragua (UPANIC) y director de la Cámara de Industrias de Nicaragua (CADIN).
En la década siguiente el grupo empresarial de Bolaños fue objeto de expropiaciones de fincas por el régimen sandinista como parte de la reforma agraria en curso, así como de confiscaciones de plantas fabriles. Fue apresado por breve tiempo en tres ocasiones acusado de violar las leyes de excepción implantadas al socaire de la guerra civil contra las guerrillas de la Contra. Hasta el final del período sandinista, Bolaños estuvo al frente del Instituto Nicaragüense de Desarrollo (INDE).
El PLC le escogió su candidato a las primarias que la Unión Nacional Opositora (UNO) disputó en septiembre de 1989 para definir al contrincante de Ortega en las elecciones generales del 25 de febrero de 1990, decisivas para la normalización democrática y el final de la guerra civil. No obstante, Bolaños fue aventajado por dos personalidad de la UNO ideológicamente más moderadas, Virgilio Godoy Reyes, del Partido Liberal Independiente, y Violeta Barrios de Chamorro, dueña del diario La Prensa y durante años cabeza visible de la contestación a los sandinistas desde la legalidad institucional.
Bajo el liderazgo de Arnoldo Alemán, el PLC planteó serias objeciones a la gestión de Chamorro, considerada condescendiente con los sandinistas, y en 1993 terminó por abandonar la UNO y colocarse en la oposición a la presidenta.
El 4 de octubre de 1995 Bolaños se convirtió en jefe de la campaña electoral de la AL (Alianza Liberal) y el 8 de mayo de 1996 ésta le eligió candidato a la Vicepresidencia de la República, secundando a Alemán. La fórmula Alemán-Bolaños se impuso con el 51% de los votos a la de Ortega-Caldera, y el 10 de enero de 1997 los candidatos electos tomaron posesión de sus cargos para un período quinquenal. Bolaños precisó que las prioridades de la nueva administración iban a ser una gestión honesta de la cosa pública y la lucha contra la corrupción, la búsqueda de soluciones legales respecto a las tierras confiscadas en el período sandinista, y el desarme general del norte del país.
Bolaños Geyer fue Miembro Honorario de la Fundación Internacional Raoul Wallenberg.[cita requerida]

## Vicepresidencia de la República (1997-2000)
En el Gobierno de Alemán, Bolaños mantuvo un perfil discreto, tanto por las limitadas atribuciones del puesto como por su personalidad. Alejado de la primera línea, se proyectó ante la opinión pública como un dignatario apegado a las reglas del Estado de Derecho y el juego democrático, así como un hombre honesto, virtud esta que cobró relieve a medida que otros miembros del ejecutivo, con Alemán a la cabeza, eran acusados de corrupción.
Mientras Alemán tuvo que renunciar a muchas de sus propuestas económicas ante la beligerancia del FSLN en la oposición, desde la Vicepresidencia Bolaños impulsó el Programa de Reforma y Modernización del Sector Público, que salió adelante como proyecto de ley. También inspiró los decretos sobre Normas de Ética del Servidor Público del Poder Ejecutivo y sobre Separación de las Funciones de la Procuraduría General de Justicia.
Durante la emergencia nacional provocada por el paso del huracán Mitch en octubre de 1998, que causó un millar de muertos y arrasó extensas zonas agrícolas, Bolaños fue delegado del Gobierno para el manejo de las ayudas. Posteriormente, redactó y logró la promulgación de la Ley del Sistema Nacional de Prevención, Mitigación y Atención de Desastres Naturales.
Persona de confianza del cada vez más desacreditado Alemán, Bolaños fue elegido por unanimidad candidato oficialista a la Presidencia de la República en la Gran Convención del PLC celebrada el domingo 28 de enero de 2001.
Aunque considerado un servidor público recto y competente, Bolaños distaba mucho de ser un político carismático, y muchos consideraban que su actuación como vicepresidente había sido, cuando menos, tímida.

## Candidatura a la Presidencia de la República
Las encuestas otorgaban grandes posibilidades de victoria a Daniel Ortega,[cita requerida] beneficiado en parte por el amplio descontento que la gestión de Alemán había creado, y sus llamados a la responsabilidad, al consenso nacional y a superar el pasado. Por el contrario, Bolaños adoptó un tono de confrontación y encontró un filón en la "conversión" del expresidente, que sorprendió a propios y extraños.[cita requerida]
Bolaños recriminó a Ortega que sus decisiones erróneas y sus desafueros autoritarios habían "destruido" el país en los años ochenta, insinuó que se había lucrado de las requisas revolucionarias y le exigió que explicara sus tratos con líderes izquierdistas radicales como el cubano Fidel Castro, el libio Muammar al-Gaddafi y el venezolano Hugo Chávez.
Advirtió que Nicaragua no podía permitirse un presidente amigo de unos dirigentes objeto de censuras y sospechas, y que en su primer ejercicio había convertido el país en un "asilo de terroristas" de la ETA vasca, las Brigadas Rojas italianas y grupos subversivos de América.
Su programa electoral, titulado gobernabilidad, democracia y transparencia: muchos retos, dos opciones, una alternativa, puso el acento en la creación de empleo y en el desarrollo.[cita requerida] Los sandinistas, conscientes del daño que el discurso del miedo le hacía a Ortega, replicaron que Bolaños no era sino el "candidato de los ricos" de turno y un mero continuador del alemanismo.
Los dos candidatos principales llegaron a las urnas virtualmente empatados en las encuestas. Bolaños se impuso con un contundente 56,3% de los votos sobre Ortega, receptor del 42,3 %. Alberto Saborío, del Partido Conservador, cosechó el 1,4 % y el 3.er lugar de la votación. En la Asamblea Nacional, el PLC recibió el 53,2 % de los sufragios, lo que se tradujo en 47 escaños, justo la mayoría absoluta. Los 3000 observadores internacionales avalaron la absoluta limpieza de los comicios.[cita requerida]

## Presidente de la República (2002-2007)
El 10 de enero de 2002 tomó posesión de la jefatura de la Nación con mandato hasta 2007 en presencia de varios presidentes de la región y alrededor de 500 empresarios y hombres de negocios de 28 países, invitados para demostrar su convencimiento de que el país resultaba atractivo a la inversión foránea.
Bolaños hizo el distanciamiento más ostensible de Alemán pocos días después de ser proclamado presidente electo con su anuncio de que se proponía revisar la Constitución para terminar con el reparto de cargos en los poderes del Estado, amparado en ley, entre liberales y sandinistas.
Antes de asumir el cargo, Bolaños declaró que "suplicaría" de ser necesario el soporte de los diputados leales al expresidente Alemán, quienes ganaron el escaño porque formaban parte de la propuesta electoral que él encabezó y llevó a la victoria.
Sin embargo, los alemanistas se apuntaron su primera victoria en la víspera misma del traspaso de la banda presidencial cuando 49 diputados eligieron a Óscar Moncada como presidente de la Asamblea Nacional frente al postulante propuesto por Bolaños, Jaime Cuadra Somarriba. En enero de 2007 le relevó en la presidencia por el propio Ortega ganador de los comicios del año anterior.
Los ministros del gobierno de Enrique Bolaños que permanecieron durante todo su mandato fueron: Norman Caldera (Relaciones Exteriores), Julio Vega (Gobernación), Margarita Gurdián (Salud), Avil Ramírez (Defensa), Mario Salvo (Agricultura) y Ramón Lacayo (Inversiones y Economía).
Enrique Bolaños habría ordenado la compilación de una lista de funcionarios públicos "sospechosos" de ser parte del "mundo gay-lésbico".
En noviembre de 2006, propuso la votación en el Parlamento de la interdicción total del aborto, fijando las condenas a treinta años de prisión.
Según investigaciones de un  periódico español, Bolaños Geyer recibió 1.2 millones de dólares de la cuenta corriente depositada en bancos panameños por el gobierno de Taiwán, siendo el beneficiario de la misma el PLC. Durante su gestión se negó a informar a la Contraloría General de la República sobre la administración y aplicación de los millones de dólares que el gobierno de Taiwán donó para su campaña electoral, lo que fue motivo de una sanción de la Contraloría, primero de dos a tres salarios retenidos de su cargo de presidente y al continuo desacato al organismo contralor, este resolvió en sentencia firme, la separación de su cargo de presidente de la república y al no tener superior jerarquía, el mandato sería dirigido a la Asamblea Legislativa.
Bolaños dejó el cargo el 10 de enero de 2007, y al país sumido en su peor crisis energética, un desempleo abierto de 13 % y un subempleo galopante de 45 %, sin poder contener la ola migratoria de nicaragüenses a Costa Rica o Estados Unidos y con la deuda externa representando el 316 por ciento de las exportaciones de Nicaragua. En 2010, la Fiscalía General de la República presentó una  acusación por delitos de malversación de caudales públicos contra el expresidente Enrique Bolaños Geyer, quien hizo un mal uso de aproximadamente 90 000 córdobas de los recaudado del Estado.
Murió el 14 de junio de 2021 en su casa en las afueras de Managua a la edad de 93 años. Fue enterrado en la cripta familiar del cementerio de Monimbó.
| Predecesor: Arnoldo Alemán | Presidente de Nicaragua 10 de enero de 2002 - 10 de enero de 2007 | Sucesor: Daniel Ortega |